# Lu AA-33810
Lu AA-33810 je potentan i visoko selektivan antagonist neuropeptid Y receptora Y5, sa  vrednošću od 1.5 nM. On je 3300x selektivniji za ovaj receptor nego za Y1, Y2 i Y4 receptore. U životinjskim studijama on proizvodi anoreksne, antidepresantne i anksiolitske efekte. Dalja istraživanja se sprovode s ciljem njegovog njegove primene kao potencijalnog leka za poremećaje ishrane. Ovaj lek je razvila kompanija Lundbeck.

## Literatura
1. ↑  Walker MW, Wolinsky TD, Jubian V, Chandrasena G, Zhong H, Huang X, Miller S, Hegde LG, Marsteller DA, Marzabadi MR, Papp M, Overstreet DH, Gerald CP, Craig DA (2009). „The novel neuropeptide Y Y5 receptor antagonist Lu AA33810 (N-([trans-4-[(4,5-dihydro[1]benzothiepino[5,4-d]thiazol-2-yl)amino]cyclohexyl]methyl)-methanesulfonamide) exerts anxiolytic- and antidepressant-like effects in rat models of stress sensitivity”. The Journal of Pharmacology and Experimental Therapeutics. 328 (3): 900—11. PMID 19098165. doi:10.1124/jpet.108.144634.

## Spoljašnje veze
|  | Molimo Vas, obratite pažnju na važno upozorenje u vezi sa temama iz oblasti medicine (zdravlja). |